# Izar
Izar, eller Epsilon Bootis (ε Bootis, förkortat Eps Boo, ε Boo) som är stjärnans Bayerbeteckning, är en dubbelstjärna i den mellersta delen av stjärnbilden Björnvaktaren. Konstellationen kan ses med blotta ögat på natten, men det krävs ett teleskop med öppning på 3,0 tum eller större för att upplösa stjärnparet.

## Nomenklatur
Stjärnans traditionella namn är Izar, Mirak och Mizar, och den döptes till Pulcherrima av Otto Struve. Izar , Mirak och Mizar härleds från arabiska إزار 'IZAR som betyder slöja och المراق al-maraqq som betyder länden. Pulcherrima är latin för vackraste. År 2016 organiserade Internationella astronomiska unionen en arbetsgrupp för stjärnnamn (WGSN) med uppgift att katalogisera och standardisera egennamn för stjärnor. WGSN fastställde namnet Izar för denna stjärna den 21 augusti 2016 och detta ingår nu i IAU:s Catalog of Star Names.
I stjärnkatalogen i Calendarium Al Achsasi Al Mouakket, betecknades stjärnan som Mintek al Aoua (منطقة العواء - minṭáqa al awwa), som översattes till latin som Cingulum Latratoris, vilket betyder bälte av inkastare.

## Egenskaper

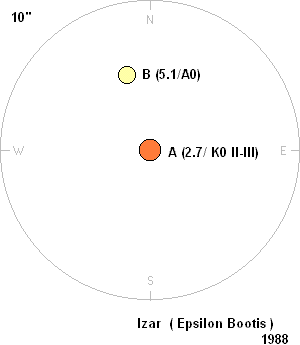
Illustration av de två komponenterna i Izar.

Izar består av ett par av stjärnor med en vinkelseparation på 2,852 ± 0,014 bågsekunder vid en lägesvinkelav 342,9°  ± 0,3°.  Den ljusare komponent (A) har en skenbar magnitud på 2,37, och den svagare komponenten (B) har magnitud 5,12, och är därmed i sig själv synlig för blotta ögat. Parallaxmätningar från Hipparcossatelliten   ger konstellationen ett avstånd av ca 203 ljusår (62 parsecs) från solen. Detta innebär att paret har en projicerad separation på 185 astronomiska enheter (AE) och de kretsar kring varandra med en omloppstid på minst 1000 år.
Den ljusare komponenten har spektraltyp K0 II-III, vilket innebär att den är i ett ganska sent skede av dess stjärnutveckling, och har redan förbrukat sitt förråd av väte i kärnan. Med en massa mer än fyra gånger solens massa, har dess radie expanderat till cirka 33 gånger solens radie och avger 501 gånger större ljusstyrka än solen. Denna energi utstrålas från dess yttre hölje vid en effektiv temperatur av 4 550 K, och ger de orangea nyansen hos en stjärna av K-typ.
Följeslagaren Epsilon Bootis (B) är av spektraltyp A2 V  och är en huvudseriestjärna som genererar energi genom termonukleär fusion av väte i sin kärna. Denna stjärna roterar snabbt, med en projicerad rotationshastighet av 123 km/s. När den mindre huvudseriestjärnan når det aktuella skedet av primärstjärnan i sin utveckling, kommer den senare att ha förlorat mycket av sin massa i en planetarisk nebulosa och kommer att ha utvecklats till en vit dvärg. Paret kommer att då att ha väsentligt förändrade roller där den ljusare stjärnan blir en brun dvärg, medan den mindre följeslagaren kommer att lysa som en jättestjärna.